# Central Español Fútbol Club
Maillots
Le Central Español Fútbol Club est un club uruguayen de football basé à Montevideo.

## Historique
- 1905 : fondation du club sous le nom de Central FC par fusion de Solís Bochas et de Soriano Polideportivo
- 1971 : fusion avec la Federación de Instituciones Españolas del Uruguay en Central Español Fútbol Club

## Palmarès
- Championnat d'Uruguay
  - Champion : 1984

- Championnat d'Uruguay de deuxième division
  - Champion : 1961, 1983

## Anciens joueurs
- Víctor Rodríguez Andrade
- / Ettore Puricelli
- Alejandro Cichero